# Las hermanas Rivarola
Las hermanas Rivarola fue un celebrado sketch humorístico emitido dentro del programa uruguayo Decalegrón en las décadas de 1970 y 1980.
En el mismo, actores hombres caracterizados como ancianas solteronas invitaban a distintas estrellas a cenar. Se emitió en los programas Decalegrón (Canal 10 de Montevideo) e Híperhumor (Canal 9 de Buenos Aires).

## Elenco
En las Rivarola Angulo, los papeles principales estaban encarnados por Ricardo Espalter (Marieta, la hermana sorda), Eduardo D'Angelo (Nenonga) y Enrique Almada (Chichi). También estuvo integrado por un tiempo Raimundo Soto. Por su parte, Julio Frade solía representar el papel de Adrianita, la sobrina que tocaba el piano y fumaba a escondidas.
En ocasiones participaba Samantha, la mucama, interpretada en Decalegrón por Antonio Barbat, un actor afrouruguayo.

## Reconocimientos
En 2007, al fallecer Espalter, el Senado de Uruguay le tributó un homenaje. Sus personajes, incluso el de Marieta, fueron especialmente recordados en la ocasión.